# Заец, Александр Семёнович
Александр Семёнович Заец (укр. Олександр Семенович Заєць; 5 августа 1929 года, с. Кочубеевка ныне Уманского района Черкасской области Украинской ССР — 26 сентября 2011 года, Киев) — украинский государственный деятель, депутат Верховной рады Украины I созыва (1992—1994).

## Биография
Родился 5 августа 1929 года в селе Кочубеевка ныне Уманского района Черкасской области Украинской ССР.
В 1944 году начал работать слесарем на Верхнячском сахарном комбинате. С 1947 по 1950 год учился в Уманском техникуме механизации сельского хозяйства. В дальнейшем окончил Мелитопольский институт механизации и электрификации сельского хозяйства и Киевский технологический институт пищевой промышленности по специальности «инженер-механик».
С 1951 года работал участковым механиком, механиком-контролёром, главным инженером Тальновской МТС Черкасской области.
С 1959 года занимал должности председателя Тальновского райисполкома, начальником районного управления сельского хозяйства Тальновского района.
С 1967 по 1976 год был директором Бовшевского сахарного завода (Галичский район Ивано-Франковской области), с 1976 по 1982 год — директор Саливонковского сахарного завода (Васильковский район Киевской области). Под его руководством на заводах производились масштабные работы по техническому переоснащению и внедрению новых технологий, благодаря чему предприятия достигали высоких показателей, коллективы которых награждались переходящим Красным знаеменем. С 1982 по 1991 год работал начальником объединения «Укрсвеклосахарагропром».
В 1991 году был выдвинут кандидатом в народные депутаты трудовым коллективом Шполянского сахарного завода, был избран от Шполянского избирательного округа № 429 Черкасской области, набрал 57,69% голосов среди 5 кандидатов. В парламенте был членом Комиссии по вопросам агропромышленного комплекса.
С 1991 по 1997 год — глава концерна сахарной промышленности Украины «Укрцукор», с 1997 года — глава совета Ассоциации предприятия «Укрцукор» и организации сахарной промышленности Украины «Кристал», заместитель главы совета Национальной ассоциации сахаропроизводителей Украины.
Умер 26 сентября 2011 года.